# Manta (geslacht)
Manta is een geslacht uit de familie van de adelaarsroggen (Myliobatidae). De wetenschappelijke naam van het geslacht is voor het eerst geldig gepubliceerd in 1829 door Bancroft.

## Soorten
- Manta alfredi (Krefft, 1868)
- Manta birostris (Walbaum, 1792) (Reuzenmanta)